# 1648

## Esdeveniments
Països catalans
Resta del món

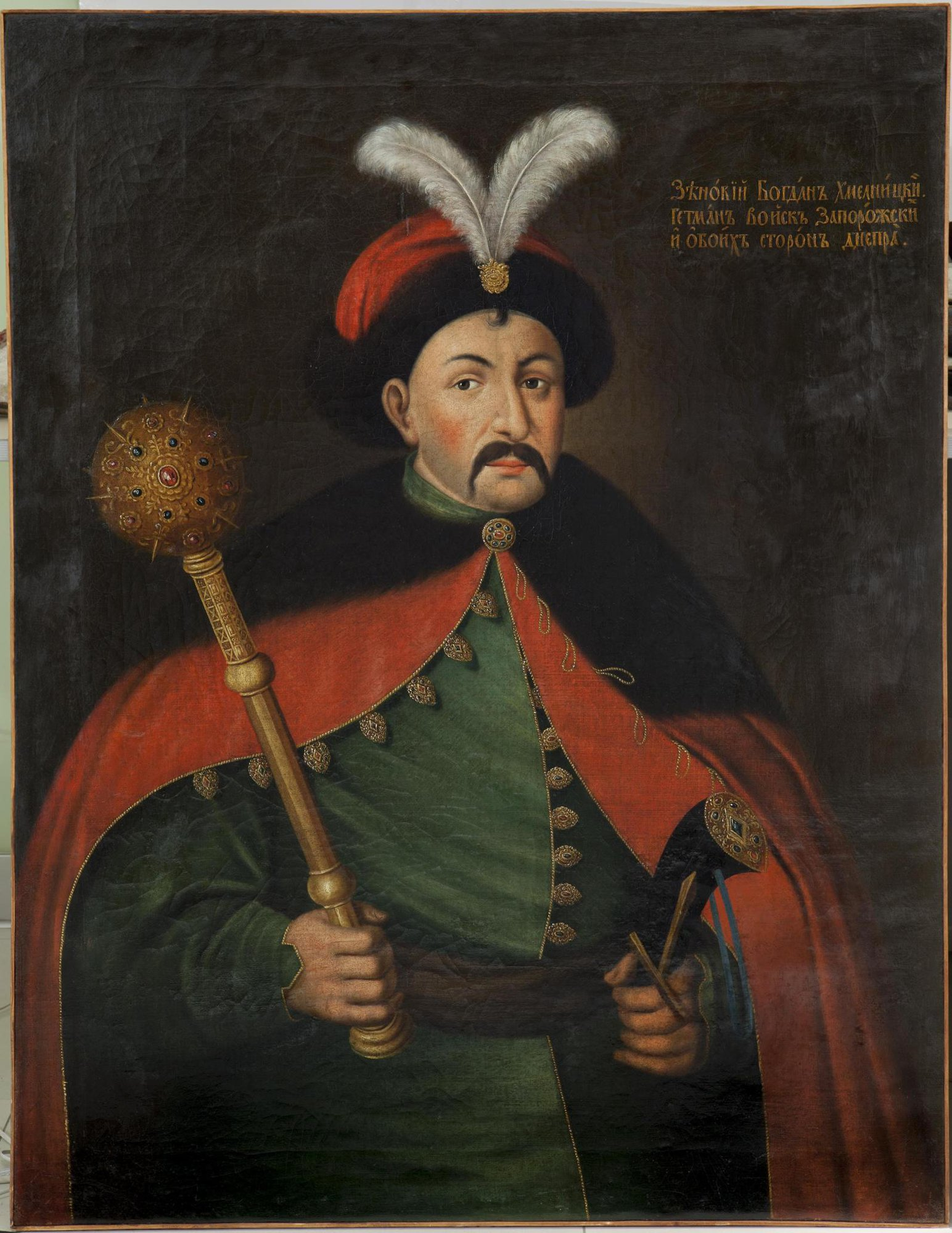
Bogdan Jmelnitski

- 30 de gener, Münster i Osnabrück, Sacre Imperi Romanogermànic: Se signa la Pau de Westfàlia entre Ferran III del Sacre Imperi Romanogermànic (1608-1657), els altres prínceps del Sacre Imperi Romanogermànic, Regne de França, i Suècia, que marca el principi de l'era moderna dels estats nació moderns o westfalians.
- 5 de maig: els cosacs de Zaporizhia, dirigits per noble ucraïnès Bogdan Jmelnitski, van derrotar l'exèrcit polonès en la batalla de les Aigües Blaves. Onze dies després ho van fer en la de Korsun. Els cosacs, que estaven aliats amb els camperols ucraïnesos, s'oposaven a la política repressiva del rei polonès Ladislau IV Vasa. Jmelnitski va arribar a un acord amb el gran kan Islam Girai III, que li va garantir la col·laboració militar dels tàtars de Crimea. Després d'aquestes victòries, Jmelnitski va demanar ajut al tsar rus Aleix, que va retardar la seva decisió per evitar un conflicte amb Polònia.[1]

## Naixements
Països catalans
Resta del món
- 13 d'abril, Montargis: Madame Guyon, escriptora, mística i heretge francesa.[2]
- 26 d'abril, Lisboa, Regne de Portugal: Pere II de Portugal, rei de Portugal (m. 1706).[3]
- Brake: Arp Schnitger, orguener alemany.

## Necrològiques
Països catalans
Resta del món
- Florència, Llorenç de Mèdici (1599-1648).
- 12 de març, Almazán (Espanya): Tirso de Molina, escriptor espanyol del Barroc.